# Cúrling amb cadira de rodes

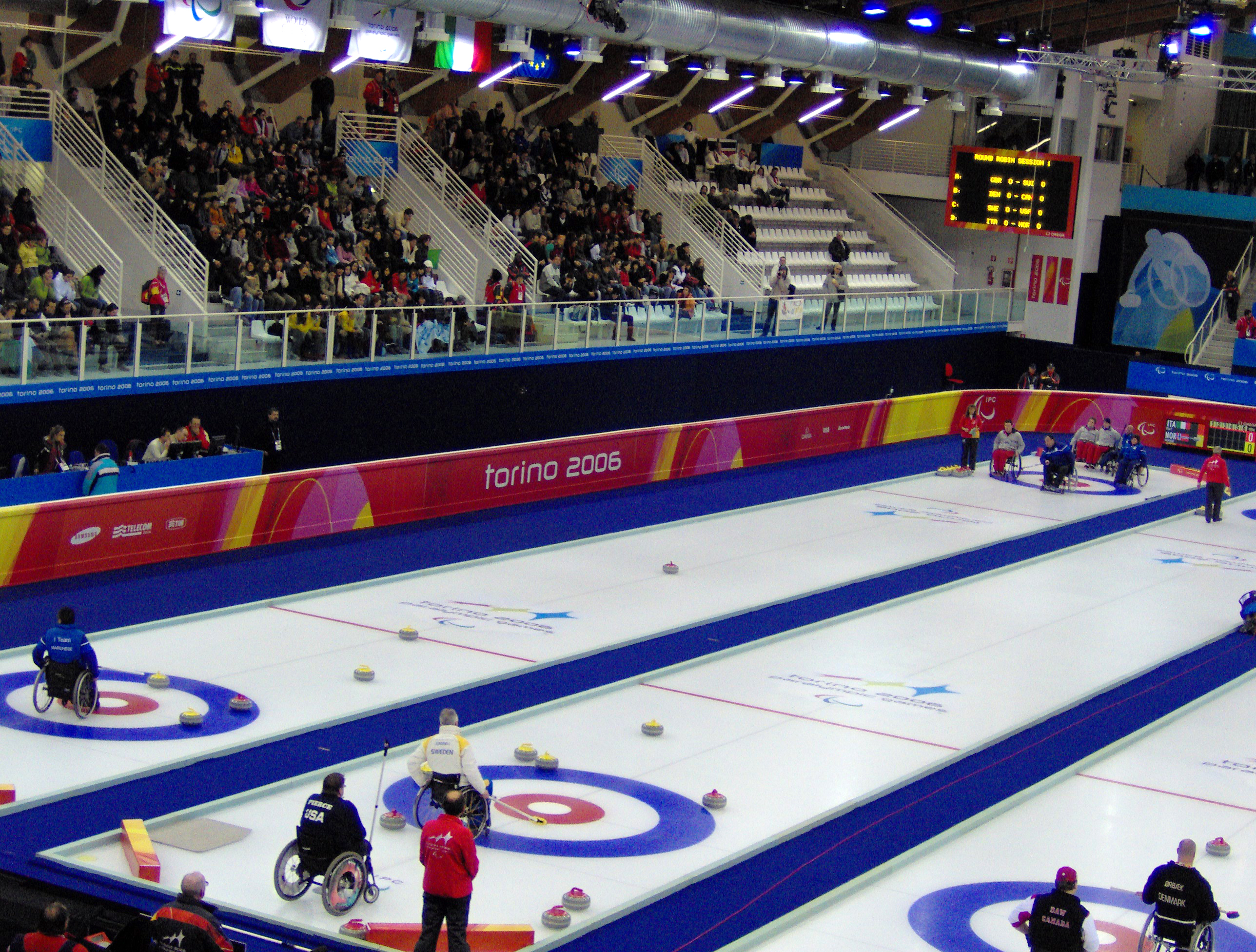
Cúrling en cadira de rodes als Jocs Paralímpics d'Hivern de 2006

El cúrling amb cadira de rodes és una adaptació del cúrling per a atletes amb discapacitat afectats al tren inferior o a la marxa. El cúrling amb cadira de rodes està organitzat per la Federació Mundial de Cúrling i és un dels esports als Jocs Paralímpics d'Hivern.
El cúrling en cadira de rodes és jugat amb les mateixes pedres de cúrling i sobre el mateix gel que el cúrling, encara que les pedres de granit són llançades des d'una cadira estàtica i no hi ha escombrat. Les pedres de granit poden ser tirades a mà mentre es recolze sobre el costat de la cadira de rodes, o espentant-la amb un pal. Aquest és un pal amb un suport que s'ajusta sobre el mànec de les pedres de granit, el que permet a la pedra ser espentada mentre se li aplica la rotació correcta.
Les competicions nacionals i internacionals es juguen sota les regles de la Federació Mundial de Cúrling. Aquests normes indiquen que els equips han de ser mixtos.
L'elegibilitat es limita a les persones amb discapacitat i que usen la cadira de rodes per a la mobilitat quotidiana o aquells que no poden caminar sols o que poden fer-ho en distàncies molt curtes.
El cúrling amb cadira de rodes pot ser jugat per persones amb una gamma ampla de discapacitats. Tot el que cal és la coordinació per a mesurar la força de l'espenta i tolerància al fred. No és una activitat aeròbica.
El cúrling en cadira de rodes va començar a Europa a finals dels 1990 i a Amèrica del Nord el 2002.
El primer campionat del món de Cúrling en cadira de rodes es va realitzar a Sursee (Suïssa) l'any 2002, i van guanyar pels amfitrions que van guanyar al Canadà 7 - 6 en la final.
Va començar com a joc paralímpic als Jocs Paralímpics d'Hivern de 2006 a Torí, on Canadà va guanyar la medalla d'or, guanyant a la Gran Bretanya, 7-4 en la final.
El Campionat del Món de 2009 ser a Vancouver a les mateixes instal·lacions utilitzades l'any següent als Jocs Olímpics i Paralímpics d'Hivern de 2010, on Suècia va guanyar la final aconseguint el seu primer or en uns campionats del món.

## Campionat mundial
- 2002: Suïssa (Urs Bucher)
- 2004: Escòcia (Duffy Franc)
- 2005: Escòcia (Duffy Franc)
- 2007: Noruega (Rune Lorentsen)
- 2008: Noruega (Rune Lorentsen)
- 2009: Canadà (Jim Armstrong)
- 2011: Canadà (Jim Armstrong)
- 2012: Rússia (Andrey Smirnov)
- 2013: Canadà (Jim Armstrong)
- 2015: Rússia (Andrey Smirnov)

## Jocs paralímpics d'hivern
- 2006: Canadà (Chris Cornella)
- 2010: Canadà (Jim Armstrong)
- 2014: Canadà (Jim Armstrong)

## Estats participants en els Jocs Paralímpics d'Hivern
La classificació final per equips a cada torneig es mostra a la taula següent.
| Torneig barrejat \| Nació \| 2006 \| 2010 \| 2014 \| Anys \| \| ------------- \| ---- \| ---- \| ---- \| ---- \| \| Canadà \| \| \| \| 3 \| \| Xina \| – \| – \| 4 \| 1 \| \| Dinamarca \| 4 \| – \| – \| 1 \| \| Finlàndia \| – \| – \| 10 \| 1 \| \| Alemanya \| – \| 8 \| – \| 1 \| \| Gran Bretanya \| \| 7 \| \| 3 \| \| Itàlia \| 7 \| 5 \| – \| 2 \| \| Japó \| – \| 9 \| – \| 1 \| \| Noruega \| 5 \| 6 \| 9 \| 3 \| \| Corea del Sud \| – \| \| 8 \| 2 \| \| Rússia \| – \| – \| \| 1 \| \| Eslovàquia \| – \| – \| 5 \| 1 \| \| Suècia \| \| \| 7 \| 3 \| \| Suïssa \| 6 \| 10 \| – \| 2 \| \| Estats Units \| 8 \| 4 \| 6 \| 3 \| |      |      |      |      |
| Nació | 2006 | 2010 | 2014 | Anys |
| Canadà |      |      |      | 3    |
| Xina | –    | –    | 4    | 1    |
| Dinamarca | 4    | –    | –    | 1    |
| Finlàndia | –    | –    | 10   | 1    |
| Alemanya | –    | 8    | –    | 1    |
| Gran Bretanya |      | 7    |      | 3    |
| Itàlia | 7    | 5    | –    | 2    |
| Japó | –    | 9    | –    | 1    |
| Noruega | 5    | 6    | 9    | 3    |
| Corea del Sud | –    |      | 8    | 2    |
| Rússia | –    | –    |      | 1    |
| Eslovàquia | –    | –    | 5    | 1    |
| Suècia |      |      | 7    | 3    |
| Suïssa | 6    | 10   | –    | 2    |
| Estats Units | 8    | 4    | 6    | 3    |